# Carl von Ghega

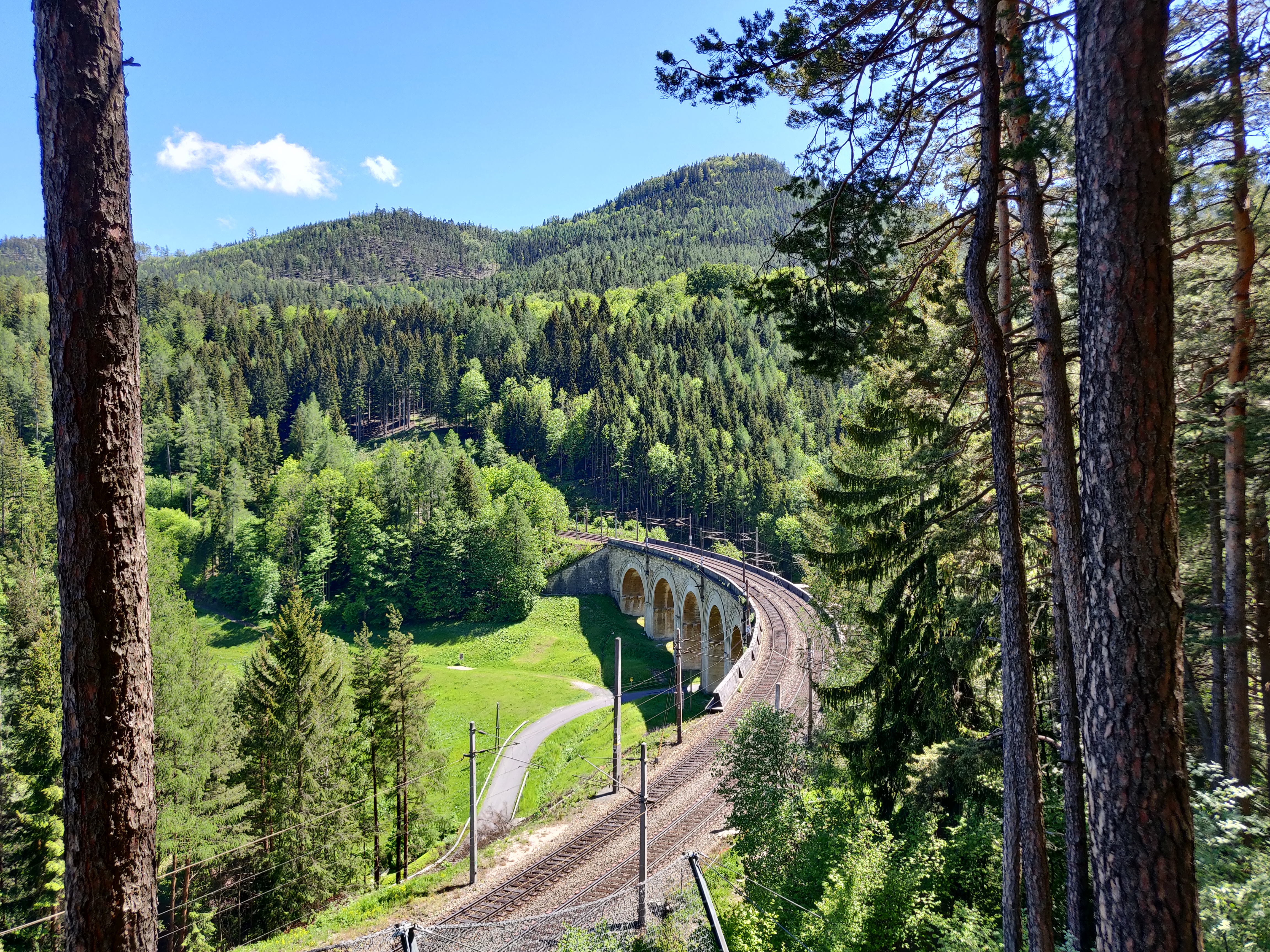
Linia kolejowa Semmering

Carl von Ghega (ur. 10 stycznia 1802 w Wenecji, zm. 14 marca 1860 w Wiedniu) – austriacki architekt i inżynier, budowniczy linii kolejowej Semmering – pierwszej linii normalnotorowej kolei górskiej w Europie, która w 1998 roku została wpisana na listę światowego dziedzictwa UNESCO.

## Życiorys
Urodził się w rodzinie Antona Ghegi (1777–1828), oficera marynarki.
Kształcił się w kolegium wojskowym w Wenecji (1814−1817) i studiował nauki matematyczne na uniwersytecie w Padwie (1811−1819). W latach 1819−1836 i 1840−1842 prowadził budowę dróg lądowych i wodnych, najpierw w Wenecji, a następnie w Tyrolu. W latach 1836−1840 był kierownikiem budowy linii kolejowej z Brna do Brzecławia (fragmentu tzw. C.K. Uprzywilejowanej Kolei Północnej Cesarza Ferdynanda, łączącej Wiedeń z Krakowem).
W 1842 roku został wysłany przez władze austriackie razem z architektem Moritzem Löhrem do Stanów Zjednoczonych, by zapoznać się tam ze zdobyczami inżynierii kolejowej.
Po powrocie z USA został inspektorem ds. planowania i budowy kolei Wiedeń–Triest. Wyzwaniem było poprowadzenie linii przez przełęcz Semmering na wysokości 984 m n.p.m. Von Ghega opracował projekt linii po przestudiowaniu 39 linii kolejowych w Stanach Zjednoczonych i sporządzeniu szczegółowych map terenów wokół przełęczy. Aby sporządzić odpowiednio dokładne mapy von Ghega wynalazł nowe instrumenty pomiarowe. Wytyczył kilka alternatywnych linii, po czym wybrał jedną, której budowa nie wymagała zbyt wielu tuneli. Plan von Ghegi został ukończony w 1847 roku i zakładał budowę linii o długości 42 km, z 22 większymi mostami i wiaduktami oraz tunelem o długości 1200 m. Projekt został zaakceptowany do realizacji przez austriackiego ministra robót publicznych w czerwcu 1848 roku, pomimo protestów prasy i inżynierów. Prace rozpoczęto w sierpniu 1848 roku − linia została podzielona na 14 odcinków, których budowę powierzono 14 różnym firmom. Z początku przy budowie zatrudnionych było 1421 pracowników, a wraz z rozwojem prac ich liczba wzrosła do 20 tys.. Linię Semmering ukończono w 1854 roku, a linię do Triestu w 1857 roku. W 1998 roku linia została wpisana na listę światowego dziedzictwa UNESCO.
Jednocześnie von Ghega zasiadał w zarządzie Dyrekcji Generalnej Cesarsko-Królewskich Kolei Państwowych. Przygotował również projekt sieci linii kolejowej dla całego Cesarstwa Austrii.
Zmarł na gruźlicę. Pochowany na Cmentarzu Centralnym w Wiedniu.

## Publikacje
Wybór za Neue Deutsche Biographie: 
- Die Baltimore-Ohio Eisenbahn über die Alleghanygebirge, 1844
- Über nordamerikanischen Brückenbau und Berechnung des Tragungsvermögens der Howe'schen Brücken, 1845
- Übersicht der Hauptfortschritte des Eisenbahnwesens in den Jahrzehnte 1840-50 und die Ergebnisse der Probefahrten auf eine Strecke der Staatsbahn über dem Semmering in Österreich, 1852
- Malerischer Atlas der Eisenbahn über dem Semmering, 1855

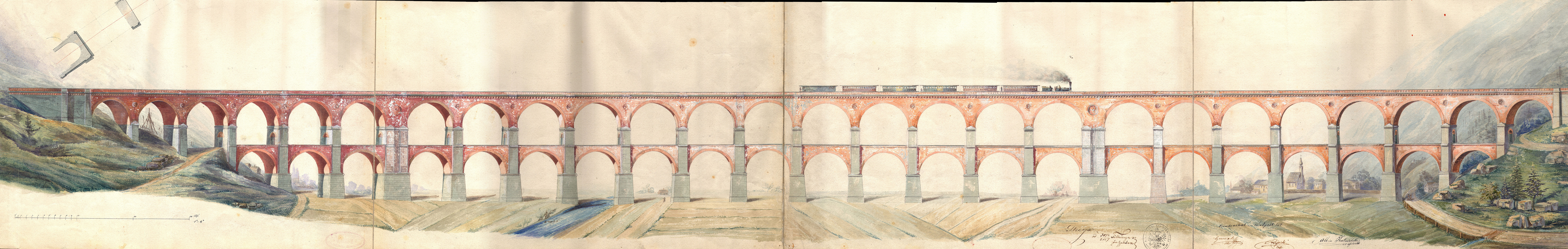
Szkic wiaduktu w Borovnicy, Carl von Ghega, 1850